# Borgo San Lorenzo (Loro Piceno)
Borgo San Lorenzo è una località italiana frazione del comune di Loro Piceno, da cui dista circa 5 km.
L'abitato è raggiungibile dalla Strada provinciale 62 che collega Loro Piceno a Sant'Angelo in Pontano.

## Festività
Il 10 agosto si festeggia San Lorenzo.